# Ржаны, Анджей
Андже́й Ржа́ны (пол. Andrzej Rżany, родился 15 апреля 1973) — польский боксёр-любитель, выступавший в первой наилегчайшей и наилегчайшей весовой категориях. Бронзовый призёр чемпионата мира 1999 года и чемпионата Европы 2004 года, одиннадцатикратный чемпион Польши (1992, 1994, 1995, 1997, 1998 (кат. до 48 кг.), 1999—2003, 2005 (кат. до 51 кг.) годов), участник Олимпийских игр 1992, 2000 и 2004 годов.

## Биография
Родился 15 апреля 1973 года в Мелеце (Польша).
В 1989—1991 годах выступал в юниорской возрастной группе, в весовой категории до 48 кг. Завоевал две золотых (1990, 1991) и бронзовую (1989) медали молодёжного чемпионата страны, стал бронзовым призёром чемпионата Европы среди молодёжи в Усти (Чехия) (1990). В 1991 году дебютировал в составе национальной сборной на турнире «Gazeta Pomorska Tournament» в Быдгоще.
В 1992 году успешно преодолел олимпийскую квалификацию, выступал на Олимпийских Играх в Барселоне. Впервые выиграл «взрослый» чемпионат страны, повторил данное достижение в 1994—1995 годах.
В 1995 году принимал участие в чемпионате мира по боксу в немецком Берлине, где дошёл до четвертьфинала.
В 1996 году выступал на чемпионате Европы в Вейле (Дания).
В 1997 году стал четырёхкратным чемпионом Польши, участвовал в чемпионате мира, проходившем в венгерском Будапеште.
В 1998 году довёл счет завоёванных им национальных титулов до пяти.
В 1999 году перешёл в весовую категорию до 51 кг, стал бронзовым призёром чемпионата мира в Хьюстоне (США). В новой весовой категории побеждал в национальных чемпионатах на протяжении пяти лет (в 1999—2003 годах).
В 2000 году квалифицировался на Олимпийские игры-2000, участвовал в олимпийском боксёрском турнире.
В 2001 году выступал на чемпионате мира в североирландском Белфасте.
В 2004 году стал обладателем бронзовой награды европейского первенства в Пуле (Хорватия), попал в число участников олимпийского турнира, выступил на своей третьей Олимпиаде.
В 2005 году в последний раз выиграл национальный чемпионат, став одиннадцатикратным чемпионом страны, боксировал на чемпионате мира в Мяньяне (Китай).
В 2006 году завершил любительскую карьеру.

## Карьера

### 1989—1991 годы
Анджей Ржаны добился значительных успехов на ранних этапах своей карьеры.
В 1989 году, в возрасте 16 лет он впервые принял участие в молодёжном первенстве страны, завоевав бронзовую награду турнира.
В 1990—1991 годах Анджей подтвердил, что является лучшим молодым боксёром Польши в весовой категории до 48 кг — дважды выигрывал «золото» молодёжных национальных чемпионатов. Кроме того, в 1990-м поляк занял третье место на молодёжном первенстве Европы в чешском Усти. В четвертьфинале Ржаны уверенно победил венгра Тамаша Танку (по очкам, 4:1), а на полуфинальной стадии уступил боксёру из Советского Союза Рамази Палиани (по очкам, 0:5).
В 1991 году Анджей дебютировал в составе национальной сборной Польши на домашнем турнире «Gazeta Pomorska Tournament» в Быдгоще в весовой категории до 48 кг, став в итоге его победителем.

### 1992—1996 годы
В 1992 году Ржаны сумел утвердиться во взрослом боксе, завоевав место в национальной сборной в первой наилегчайшей весовой категории (до 48 кг.). В марте Анджея заявили на олимпийскую квалификацию, проходившую в рамках ежегодного турнира «Chemistry Cup» в Германии. Польский боксёр успешно стартовал, победив в 1/8 финала француза Бернара Инома (по очкам, 9:6), но затем потерпел два поражения от Валентина Барбу (Румыния) (по очкам, 5:12) и Владимира Ганченко (СССР) (по очкам, 14:17). Однако формула определения участников олимпийского турнира в данной весовой категории позволила Ржаны поспорить за путевку в Барселону даже после двух поражений. В решающем бою поляк был признан победителем по причине неявки своего соперника, грека Панайотиса Цамиса, и попал на Олимпийские игры.
На Олимпиаде 19-летний Ржаны проиграл в своем первом же поединке индийскому боксёру Ражендре Прасаду (по очкам, 6:12).
В декабре Анджей впервые выиграл взрослый национальный чемпионат, убедительно перебоксировав с одинаковым счётом 5:0 своих соперников по полуфиналу и финалу — Петра Заяца и Лашека Пасовича.
1993 год показал, что Ржаны ещё далек от стабильности в своих выступлениях на взрослом уровне. Опытный Рафал Нидбальски сумел отодвинуть молодого конкурента от участия в крупных международных турнирах. В итоге Анджей пропустил чемпионаты мира и Европы, а в национальном первенстве довольствовался серебряной наградой, уступив в финале тому же Нидбальски (по очкам, 11:14).
В 1994 году Ржаны удалось реваншироваться. В мае он стал двукратным чемпионом Польши, победив последовательно Романа Олхаву (по очкам, 13:3), Ярослава Заячковски (по очкам, 17:5) и в финале — Рафала Нидбальски (по очкам, 11:6).
В 1995 году Анджей в качестве первого номера сборной поехал на чемпионате мира в Берлине, где дошёл до четвертьфинала. В первом круге поляк выиграл у Чой Юн Вука (Южная Корея) (по очкам, 8:3), в 1/8 финала победил действующего чемпиона мира в данной весовой категории армянина Ншана Мунчяна решением судей по итогам завершившегося вничью (6:6) боя. Но на четвертьфинальной стадии Ржаны достался будущий чемпион мира Даниель Петров из Болгарии, которому Анджей проиграл по очкам со счётом 2:8.
В ноябре 1995 года Ржаны в третий раз за карьеру выиграл чемпионат Польши. Он легко миновал полуфинальный барьер, убедительно победив Лашека Пасовича (по очкам, 9:0), а в финале сломил упорное сопротивление Даниеля Заячковски (по очкам, 4:3).
В 1996 году Анджей неудачно выступил на чемпионате Европы в Дании, проиграв 1/8 финала венгерскому боксёру Палу Лакатошу (по очкам, 2:9) и потерял все шансы на участие в олимпийском турнире 1996 года.

### 1997—2000 годы
В апреле 1997 года Ржаны выиграл очередной чемпионат Польши, досрочно, во втором раунде закончив финальный бой с Войцехом Зиорой.
В сентябре 1997 года Анджей участвовал в квалификационных соревнованиях чемпионата Европы 1998 года, проходивших на Украине в рамках турнира «Кубок Чёрного моря». Проиграв решающий поединок турку Сулейману Пекдогану (по очкам, 7:10), польский боксёр не сумел отобраться на континентальное первенство.
Месяцем позже Ржаны выступил на чемпионате мира в Будапеште. В первом раунде соревнований он победил тайца Суббана Пуннона (по очкам, 9:4), но в 1/8 финала уступил Валерию Сидоренко (Украина) (по очкам, 6:10) и выбыл из турнира.